# Villette-d'Anthon
Villette-d'Anthon è un comune francese di 4 214 abitanti situato nel dipartimento dell'Isère della regione dell'Alvernia-Rodano-Alpi.

## Società

### Evoluzione demografica
Abitanti censiti